# Flaske
En flaske er en beholder, som bruges til drikkevarer og andre væsker. Flasker er ofte lavet af glas, i nyere tid er også plastik, og pap blevet brugt, dette giver lettere og mere stødsikre flasker.
Til (flydende) luftarter/gasser anvendes gasflasker af metal (stål eller aluminium) eller kompositmaterialer.
Hvis der pustes tæt henover mundingen på en flaske kan der fremkomme en fløjtelyd. Tonehøjden bliver bestemt af volumenet af flasken, og det kan således justeres ved at fylde flaske med væske.